# Mariano Llorente
Mariano Llorente (Madrid, España, 1965) es un actor, director y dramaturgo español Premio Nacional de Literatura Dramática 2015, por su obra El Triángulo Azul (coescrita con Laila Ripoll) y Premio Lázaro Carreter de Literatura Dramática 2005.

## Trayectoria
Es autor de textos como Todas las palabras, Cancionero republicano, Nadie canta en ningún sitio, Hamlet por poner un ejemplo, Basta que me escuchen las estrellas, Veintiuna treinta y siete, Hacia Guernica o El triángulo azul. Junto con Laila Ripoll, fundó la compañía teatral Micomicón.
En su faceta de actor, ha trabajado junto a Rodrigo García, Ernesto Caballero, Juan Pedro de Aguilar, Heine Mix o Laila Ripoll entre otros. En televisión participa en series como Farmacia de guardia, El comisario, Policías, en el corazón de la calle, Al salir de clase, Un paso adelante, Periodistas o Los Serrano. Participó en la película Campeones haciendo el papel de Iván Bajero, la película ganó el Goya a la mejor película en 2019. 

## Filmografía

### Series de televisión
- Acacias 38 (2015-2016) - Maximiliano Hidalgo
- Bandolera (2011-2012) - como Capitán Roncero.
- Los protegidos (2010) - como Juan López (un capítulo)
- La chica de ayer (2009) - como Raimundo García
- Cuenta atrás (2007-2008) - como Requena
- Cambio de clase  (2006-2009) - como Director
- Mesa para cinco (2006) - extra
- Los Serrano (2004-2008) - como Ramón Sanz
- Aída (2006) - como Perito (un capítulo)
- Casi perfectos (2004) - extra
- Al salir de clase (2000-2002) - como Venancio Hidalgo
- Policías, en el corazón de la calle (2001) - como Elías (un capítulo)
- Periodistas (2000) - un capítulo
- El comisario (2000) - un capítulo
- Función de noche (1997) - un capítulo
- La casa de los líos - Agente (un capítulo)
- Canguros (1994) - un capítulo.
- Farmacia de guardia (1991-1993) - como Repartidor
- El Ministerio del Tiempo (2017) - un capítulo - como Jesús Aparicio Bernal

### Películas
- Anatema (2024) como Ciro
- Campeones (2018) - como Iván Bajero
- A cambio de nada (2016) - como Policía interrogatorio
- Una bala para el Rey (2009) - como Valbuena (TV movie)
- Alatriste (2006) - como Carnicero
- Princesas (2005) - extra